# Bengt Olson (ingenjör)
Bengt Olof Martin Olson, född 29 maj 1915 i Göteborg, död 11 november 1989 i Lidingö församling, Stockholms län, var en svensk väg- och vattenbyggnadsingenjör.
Olson, som var son till köpman Oscar Olson och Gerda Johansson, avlade studentexamen 1934 och utexaminerades från Chalmers tekniska högskola 1938. Han anställdes av ingenjörsfirman Kjessler & Mannerstråle AB samma år, blev delägare i företaget 1947, var dess verkställande direktör 1960–1975 och därefter konsulterande ingenjör. Han tillhörde Väg- och vattenbyggnadskåren, där han uppnådde överstelöjtnants grad. Han var bland annat ordförande i Chalmerska ingenjörsföreningens stockholmsavdelning 1958–1961, vice ordförande i Svenska konsulterande ingenjörers förening 1962 samt styrelseledamot i Kjessler & Mannerstråle AB, Ingenjörsfirman Borros AB, Smedsbacken AB och Nordiska vägtekniska förbundets svenska avdelning. Bengt Olson är begravd på Lidingö kyrkogård.